# Mive-ye gonah
Mive-ye gonah (în persană میوه گناه, turcă Hak Yolu) este un film turco-iranian din 1970 care a fost regizat de Mahmoud Koushan.

## Distribuție
- Cüneyt Arkın ... Ali
- Niloofar (Shahin Khalili) ... Meltem
- Cihangir Gaffari ... Cihangir
- Morteza Ahmadi
- Gisoo
- Morin
- Ali Miri
- Hamideh Kheirabadi
- Ali Zandi
- Dariush Asadzadeh
- Mansour Matin
- Nasrin